# Carasobarbus canis
Carasobarbus canis és una espècie de peix cipriniforme de la família dels ciprínids que es troba al riu Jordà.
Els mascles poden assolir els 45 cm de longitud total.